# Flugplatz Nordhorn-Lingen

i7
i11
i13

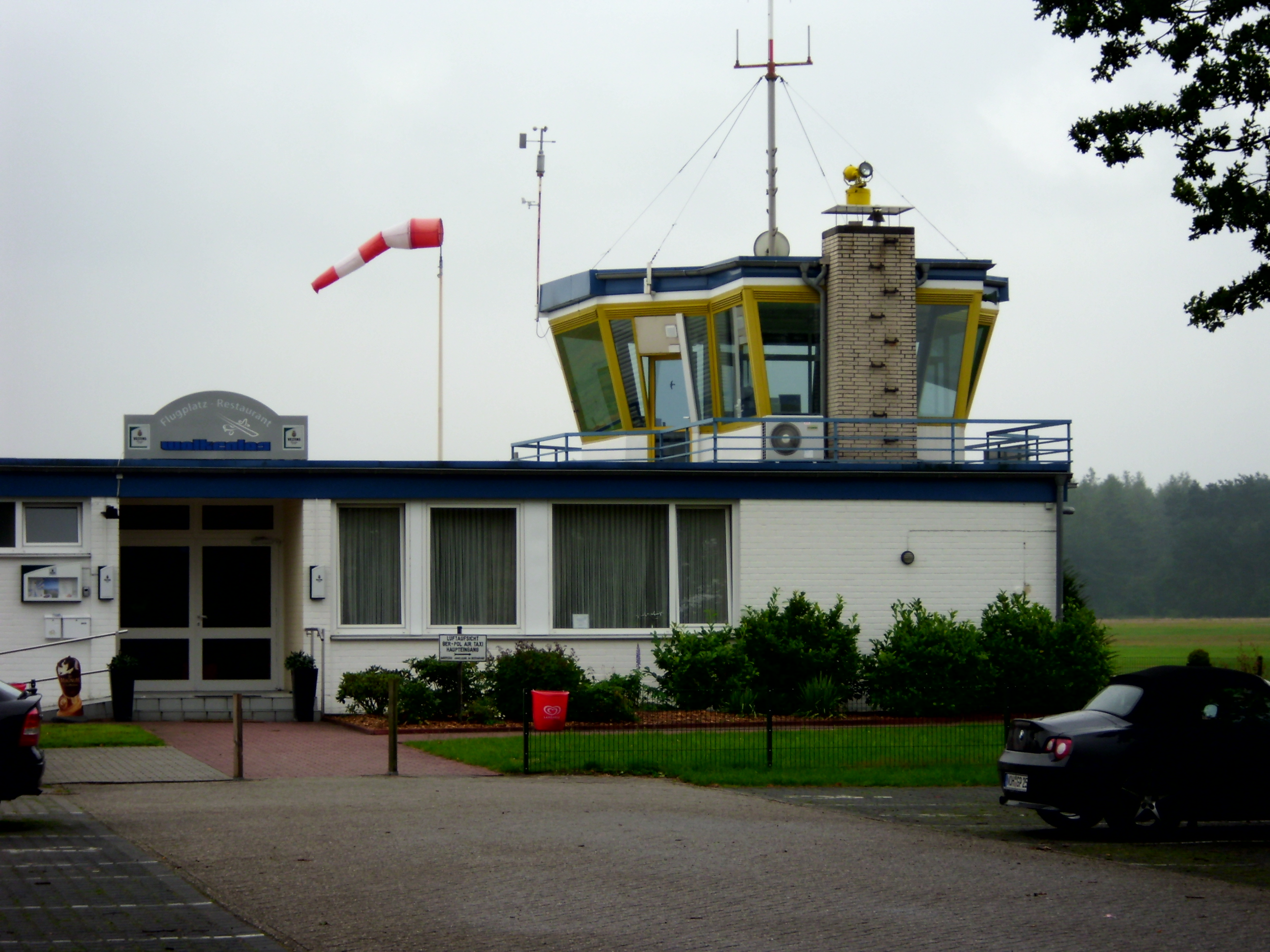
Tower des Flugplatzes

Der Flugplatz Nordhorn-Lingen (bis 31. Dezember 1992 Flugplatz Nordhorn-Klausheide, ICAO-Code: EDWN) ist ein Verkehrslandeplatz in Klausheide (Grafschaft Bentheim) zwischen den Städten Nordhorn und Lingen (Ems) in unmittelbarer Nähe des Industriegebietes Klausheide-Ost und nördlich des Ems-Vechte-Kanals.
Auf dem Flugplatz landen und starten Segelflieger, Geschäftsreisende und Privatpiloten. Zwei Flugschulen für Motorflug, zwei Segelflugvereine, eine Flugschule für Ultraleichtflugzeuge, zwei Unternehmen und die größte flugfähige Flugzeug-Oldtimergruppe Europas sowie ca. 100 Flugzeuge (Segel- und Motorflugzeuge, Hubschrauber) sind hier beheimatet (Stand: 2025).

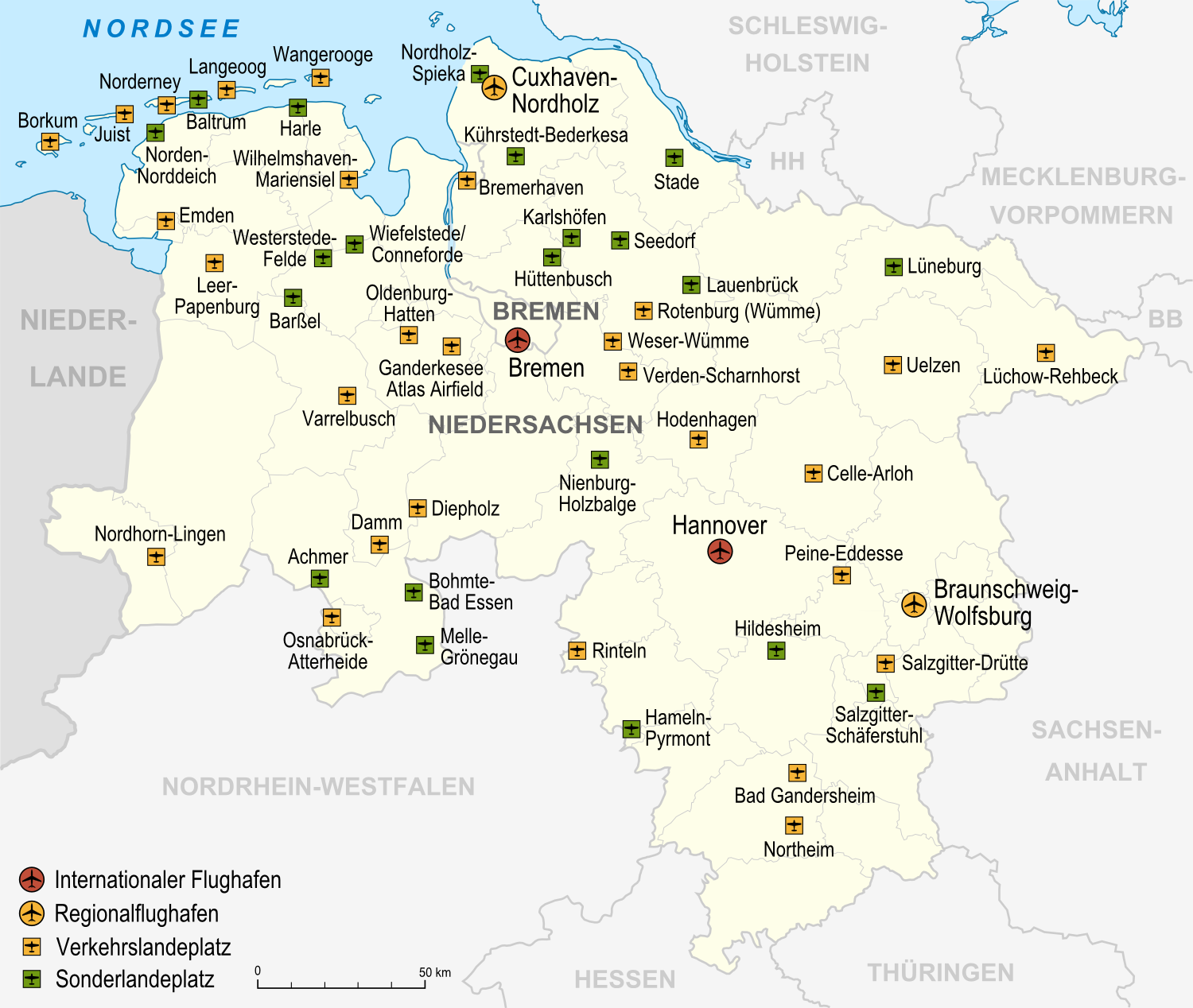
Flugplatz Nordhorn-Lingen in der Übersicht der Flughäfen und Landeplätze Niedersachsens

## Geschichte
Zwischen 1910 und 1914 kaufte die Industriellenfamilie Krupp von Bohlen und Halbach das Gelände rund um den heutigen Flugplatz, um einen Gutshof zu bauen. Bereits in seinem Urzustand bot sich das Gelände als Flugplatz an und so kam Gustav Krupp von Bohlen und Halbach oft mit dem Flugzeug, um sein Gut zu besuchen. Segelflugfreunde aus Nordhorn, Lingen und Meppen wurden auf den Platz aufmerksam und verhandelten mit Krupp von Bohlen und Halbach über eine Mitnutzung; so begannen bald die Segelflugaktivitäten in Klausheide.
Im Jahr 1927 nahm die Lufthansa das Gelände als Notlandeplatz in ihr Streckennetz auf.
Zu Beginn des Zweiten Weltkrieges wurde der Platz erweitert und militärisch genutzt; offiziell diente der Flugplatz ab 1941 zunächst als Behelfsflugplatz. Die Luftwaffe gab dem Platz die Tarnbezeichnung „Nogat“. Bis Sommer 1944 sind keine dauerhaften Belegungen dokumentiert, dann änderte sich dies, weil zu dieser Zeit durch den Vormarsch der Alliierten im Westen viele von der deutschen Luftwaffe genutzten Flugplätze ausfielen. Klausheide bekam den Status eines Einsatzhafens (E21). Die benötigte Infrastruktur wurde aus Holz gezimmert. Südlich des Flugfeldes wurden im angrenzenden Wald Schneisen geschlagen, um getarnte Abstellplätze für die Einsatzmaschinen zu errichten. Nördlich vom Flugplatz wurden an der heutigen B 213 Arbeitsstätten für die Techniker eingerichtet. Im September 1944 bezog die Fliegerhorst-Kommandantur E (v) 223/XVII den Flugplatz. Sie blieb bis zum Kriegsende der bodengebundene Teil der Luftwaffe in Klausheide. Lediglich die II. Gruppe des Jagdgeschwaders 26 „Schlageter“ ist als fliegender Verband dokumentiert. Die mit dem Jäger Focke-Wulf Fw 190D-9 ausgerüstete Truppe war vom 22. November 1944 bis zum 25. März 1945 in Klausheide stationiert; dann wurde sie nach Celle-Wietzenbruch verlegt, weil der Einsatzhafen Klausheide an diesem Tag durch die US Air Force bombardiert und dadurch unbrauchbar wurde. 

### Nach Kriegsende
Anfang April 1945 besetzten britische Truppen Klausheide. Die Briten bezeichneten den Flugplatz als Advanced Landing Ground ALG B-107.
Nach dem Krieg sollte der Platz aufgeforstet werden, aber die Luftsportler der Region bemühten sich hartnäckig um die Wiederaufnahme des Flugbetriebes. Im Jahr 1952 wurde der Platz erneut in Betrieb genommen, 1957 erfolgte die Gründung der Flughafenbetriebsgesellschaft Klausheide mbH.
Auf dem Klausheider Flugtag vom 15. September 1963 verunglückte der „Vogelmensch“ Gérard Masselin bei einem Sprung aus 3.000 Metern Höhe mit einem Vorläufer der Wingsuits tödlich. Schon sein älterer Bruder Guy war 1961 in Nancy bei einem dieser früher „Schwingenflug“ genannten Experimentalsprünge ebenfalls tödlich verunglückt.
Erneut in die Schlagzeilen geriet der Flughafen im April 1964, als der ehemalige SS-Obersturmführer Hans-Walter Zech-Nenntwich, der nach seiner Verurteilung wegen Beihilfe zu zweifachem Mord am 23. April aus der Untersuchungshaftanstalt Braunschweig flüchtete, sich über den Flugplatz Klausheide in die Schweiz absetzte. Am Flugplatz wurde er zusammen mit einer Begleiterin von einem Zollbeamten ordnungsgemäß zollrechtlich abgefertigt und von einem ahnungslosen Wietmarscher Piloten nach Basel geflogen. Dies war möglich, weil seine Flucht erst entdeckt wurde, als er bereits in der Schweiz war.
Im Jahr 1987 wurde die Startbahn asphaltiert, sodass seither Motor-Flugzeuge bis maximal 10,0 t starten und landen dürfen. Nach den einschlägigen Europäischen Richtlinien ist der Flugplatz aufgrund von Hindernissen im Westen seit 2004 für gewerbliche Flüge nicht mehr nutzbar. Der Flugplatzbetreiber versucht seit 1996 erfolglos, eine Genehmigung zur Verlängerung von Start- und Landebahn zu erhalten.

## Betreiber
Im Jahr 1957 wurde die Flughafenbetriebsgesellschaft Klausheide mbH mit den Städten Nordhorn und Lingen, den Landkreisen Grafschaft Bentheim und Lingen sowie einigen Industriebetrieben der Region und den Segelflugvereinen als Gesellschafter gegründet. An der heutigen Flugplatz Nordhorn-Lingen GmbH sind als Gesellschafter die Stadt Nordhorn (59,8 %), die Stadtverkehr Lingen GmbH (13 %), die Landkreise Grafschaft Bentheim (15 %) und Emsland (als Rechtsnachfolger des Landkreises Lingen, 10 %), die beiden Segelflugvereine (je 0,4 %) sowie drei Privatpersonen (einmal 0,7 %, zweimal 0,4 %) beteiligt.

## Flugbeschränkungsgebiet
Der Flugplatz befindet sich wegen der Nähe zum Luft-/Bodenschießplatz Nordhorn im Flugbeschränkungsgebiet ED-R 37A. Samstags, sonntags, an Feiertagen und während der Sommerferien in Niedersachsen ist das Flugbeschränkungsgebiet immer deaktiviert.

## Infrastruktur
Der Flugplatz verfügt auch über zwei Grasbahnen für Segelflugzeuge. Die Grasbahnen sind auch für Motorsegler und Spornradflugzeuge zugelassen.

### Tierseuchenlogistikzentrum
Am 16. September 2014 wurde unmittelbar am Flugplatz das Tierseuchenlogistikzentrum für den Landkreis Grafschaft Bentheim und den südlichen Landkreis Emsland in Betrieb genommen. Es besteht aus einer Materiallagerhalle, Büroräumen und einem Sanitärtrakt. Im Seuchenfall werden von hier aus die Einsätze koordiniert, die Einsatzkräfte versorgt und Material und Fahrzeuge dekontaminiert und gereinigt. Die Halle dient vorwiegend der Unterstellung von Flugzeugen und wird im Bedarfsfall für die Seuchenbekämpfung freigeräumt. Die Immobilie ist im Eigentum der Flugplatz Nordhorn-Lingen GmbH.

### Vereine
Der Flugplatz beheimatet fünf Vereine:
- Luftsportring Grenzland e. V. (Nordhorn)
- Luftsportverein Lingen e. V.
- Verein für Motorflug Klausheide e. V.
- Vereinigung Aktiver Piloten e. V.
- Interessenverband historischer Flugzeuge Flugplatz Klausheide
- Twentse Ultralichte Vliegclub

### Betriebe
- Imbiss am Tower
- F‘Air West GmbH